# Schoharie
Schoharie és una vila i seu del Comtat de Schoharie a l'Estat de Nova York dels Estats Units d'Amèrica.

## Demografia
Segons el cens dels Estats Units del 2000 Schoharie tenia 1.030 habitants, 448 habitatges, i 254 famílies. La densitat de població era de 241 habitants per km².
Dels 448 habitatges en un 26,3% hi vivien nens de menys de 18 anys, en un 43,3% hi vivien parelles casades, en un 11,6% dones solteres, i en un 43,3% no eren unitats familiars. En el 37,7% dels habitatges hi vivien persones soles el 23% de les quals corresponia a persones de 65 anys o més que vivien soles. El nombre mitjà de persones vivint en cada habitatge era de 2,18 i el nombre mitjà de persones que vivien en cada família era de 2,89.
Per edats la població es repartia de la següent manera: un 20,8% tenia menys de 18 anys, un 8,1% entre 18 i 24, un 23,9% entre 25 i 44, un 25,5% de 45 a 60 i un 21,7% 65 anys o més.
L'edat mediana era de 43 anys. Per cada 100 dones de 18 o més anys hi havia 84,6 homes.
La renda mediana per habitatge era de 33.203 $ i la renda mediana per família de 50.750 $. Els homes tenien una renda mediana de 34.000 $ mentre que les dones 27.031 $. La renda per capita de la població era de 20.806 $. Entorn del 5,9% de les famílies i el 10,7% de la població estaven per davall del llindar de pobresa.